# 吴之椿
吳之椿（1894年—1971年8月11日），湖北武昌人，祖籍湖北江陵縣，哈佛大學碩士，國民政府外交部政務處長，國立中山大學、國立清華大學教授。
民國初年畢業於武昌文華書院，1917年，官費赴美進入伊利諾伊大學學習，1920年畢業後進入哈佛大學，後轉赴歐洲在倫敦政經學院、巴黎大學遊學。1922年夏，回國後在中州大學、武昌國立商科大學、國立中山大學任教。1926年，國民政府遷都武漢，進入政府任外交部政務處長。次年1月，和外交部長陳友仁與英國談判，收回漢口英租界，又接著收回九江英租界。7月15日，反對分共政策，離職後跟隨陳友仁前往莫斯科。1928年春，遊學巴黎和柏林，8月，受新任清華校長羅家倫之聘任政治系教授兼系主任。吳之椿對政治系的課程做了較大調整，為清華政治系的發展做出了很大的貢獻。1931年春，因病辭職。隔年短暫任青島山東大學教授。1934年12月，任教育部秘書，1936年7月辭職。1938年，任樂山武漢大學教授。1940年8月，赴昆明任西南聯大政治系教授。1945年，與張奚若等聯大教授呼籲國共和談。1949年，在北京大學任教，1952年院系調整後被調到北京政法學院，於1958年11月退休。1961年11月，在中央文史研究館工作。1971年8月11日病故，享年77歲。